# Pengkoljagong
Pengkoljagong is een bestuurslaag in het regentschap Blora van de provincie Midden-Java, Indonesië. Pengkoljagong telt 2648 inwoners (volkstelling 2010).